# Carvetii
Los carvetii eran un pueblo celta que habitaba el noroeste de Inglaterra, con centro en la actual región de Cumbria y North Lancashire. En el este limitaban con la populosa y beligerante tribu de los Brigantes.

## Historia
Los carvetii no son mencionados por el geógrafo clásico Ptolomeo en su Geografía, ni tampoco en ningún otro texto clásico, fuentes habituales para el conocimiento de los pueblos celtas de Britania, por lo que son conocidos solo gracias a las inscripciones encontradas en una tumba en Old Penrith y en el templo Sowerby en Cumbria.
Su capital fue probablemente el asentamiento de Luguvalium (Carlisle), la única ciudad conocida de la región que habitaron.
Probablemente fueron incorporados en el siglo I o incluso antes a la confederación de los brigantes y solo recobraron cierta (y breve) autonomía con la invasión romana.
Se cree que el caudillo Venutius, esposo de la última reina de los brigantes Cartimandua y posteriormente uno de los principales líderes de la resistencia contra Roma en el siglo I, era en realidad originario de este pueblo.
Su territorio fue finalmente incorporado a la Provincia romana de Britania Secunda. Tras la retirada romana de la isla en el siglo V, el territorio de los carvetii fue una parte más del Yr Hen Ogledd, el llamado por las crónicas posteriores Viejo Norte. Fue incluido en el reino de Coel Hen "El Protector", último Dux Britanniarum con control militar en el norte de la Britania romana. 
El reino, que intentó mantener un orden ya tradicional frente a la retirada de las legiones y la marea de invasiones desde el norte y el sur no sobrevivió a su creador. En efecto, a su muerte su reino se habría dividido entre sus hijos o sus comandantes, con lo que gradualmente la organización tornó a sus bases tribales históricas. El territorio de los carvetii se incorporó al de Alt Clut. El avance de los anglos absorbió la parte sur del territorio ancestral del pueblo, que fue incorporada al reino de Mercia. El norte permaneció bajo control celta algún tiempo más, hasta caer finalmente bajo el dominio anglosajón. 

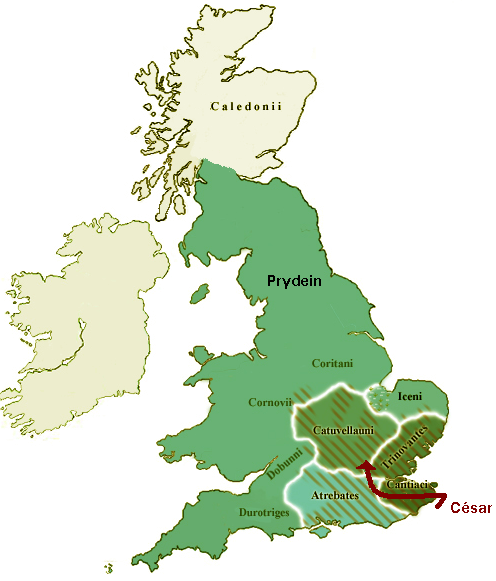
Britania, 54   a. C., Invasión de César
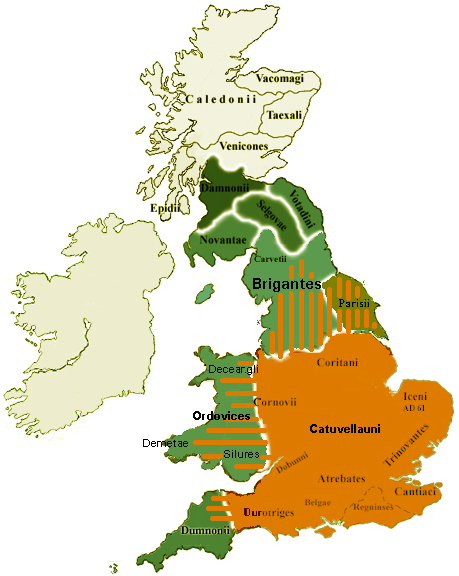
Britania, segunda invasión romana

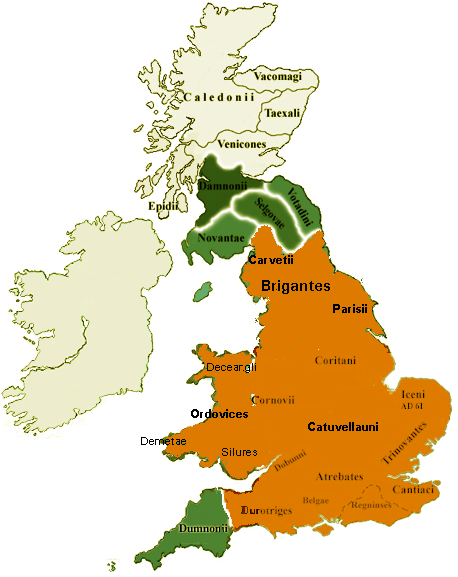
Britania, 79  d. C.
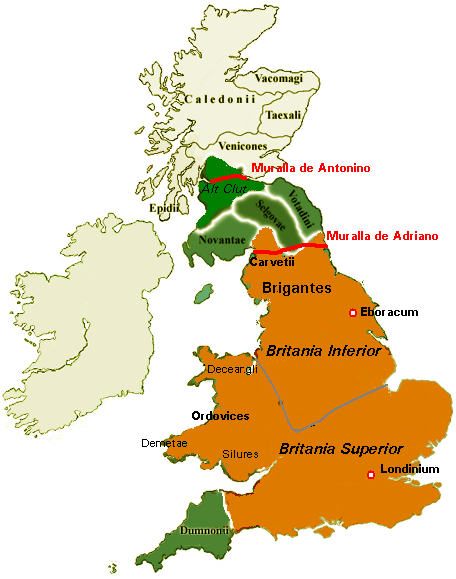
Britania, Siglo II
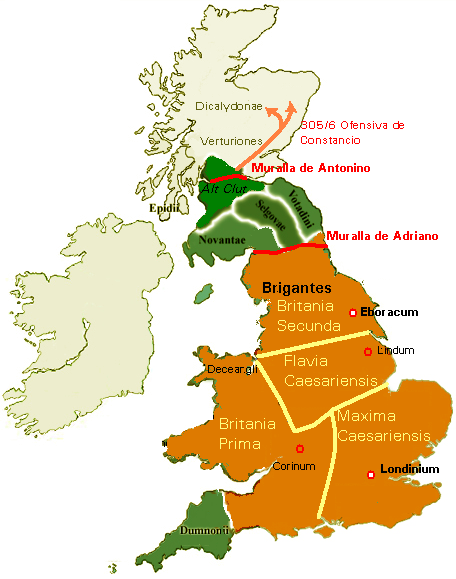
Britania, reorganización de Constancio